# مؤمن (فیلم)
معتقد (به انگلیسی: The Believer) فیلمی محصول سال ۲۰۰۱ و به کارگردانی هنری بین است. در این فیلم بازیگرانی همچون رایان گاسلینگ، بیلی زین، تریسا راسل، سامر فینیکس، رونالد گوتمن، گلن فیتزجرالد، گرت دیلاهانت، جاشوا هارتو، الیزابت ریسر، توا فلدشو ایفای نقش کرده‌اند.

## چکیده داستان
دنی بالینت ۲۲ ساله یک جوان کله‌پوستی اهل نیویورک است. این یهودی خوش فکر، آشفته احوال همواره با یک گروه نئونازی مراوده دارد و به سرعت رهبر آنها می‌شود. او که گرفتار تناقضات فکری شده، ناچار است هویتش را پنهان کند، تا ته همه انتخاب‌هایش پیش می‌رود، و زندگی روزمره اش را با خشونت ضدیهودی توأم می‌کند.